# 710.ª Divisão de Infantaria (Alemanha)
A 710ª Divisão de Infantaria (em alemão:710. Infanterie-Division) foi uma unidade militar que serviu no Exército alemão durante a Segunda Guerra Mundial.

## Comandantes
| Comandante                            | Data                                        |
| ------------------------------------- | ------------------------------------------- |
| General der Infanterie Theodor Petsch | 3 de maio de 1941 - 1 de novembro de 1944   |
| Generalleutnant Rudolf-Eduard Licht   | 1 de novembro de 1944 - 15 de abril de 1945 |
| Generalmajor Walter Gorn              | 15 de abril de 1945 - 8 de maio de 1945     |

## Área de operações
| Alemanha          | maio de 1941 - junho de 1941       |
| Noruega]]         | junho de 1941 - dezembro de 1944   |
| Itália            | dezembro de 1944 - janeiro de 1945 |
| Hungria & Áustria | janeiro de 1945 - maio de 1945     |